# Microciccio Spaccavento
Microciccio Spaccavento è un personaggio dei fumetti ideato da Benito Jacovitti e comparso in una sola storia omonima, nel settimanale Il Giorno dei Ragazzi nel 1965.

## Sintesi
Per un errore, Microciccio Spaccavento - un ometto della Terra fantascientifica di mille anni a venire, sotto il dispotico dominio di Torvass il Gran Bazù - viene imprigionato e deportato sull'asteroide-galera Katonza. Da qui, fugge insieme al terrestre Giuseppe e al marziano Ffrrungh. Nello spazio, vengono catturati da un'astronave proveniente dal pianeta Gorgo, dove c'è una banda di resistenti al Gran Bazù, che li portano da Zomar - la cui graziosa figlia Krispa si invaghisce di Microciccio - che sta organizzando la resistenza galattica contro il dittatore. Microciccio viene mandato nella colonia penale di Katonza a sobillare i milioni di schiavi, e li giungono anche Giuseppe e Ffrrungh. Tutti insieme si organizzano, ma Microciccio e Krispa, catturati, vengono mandati di fronte a Torvass il Gran Bazù che li terrà come ostaggi. Durante il faccia a faccia televisivo fra il gran ribelle Zomar e il Gran Bazù, Krispa e Microciccio riescono a fuggire. Avviene uno scontro finale tra Torvass e Microciccio, il quale disintegra il 'cattivo' e viene poi eletto al suo posto, sposando Krispa.

## Curiosità
La storia, che ripropone 'a la jacovitti' i classici stilemi della 'Space Opera' degli anni '20 e '30 è stata reimpaginata e messa in vendita come volume con il nome di Arcicomiche stellari (De Vecchi Editore, 1978).

Una ristampa anastatica è stata inserita nel volume "Fantastorie" (Nuovi Equilibri, 2005).